# نيشان فرانسيس سكورينا
نيشان فرانسيس سكورينا (بالبيلاروسية: Ордэн Францыска Скарыны) هو وسام من جمهورية بيلاروسيا. تأسس بموجب قرار المجلس الأعلى لجمهورية بيلاروسيا رقم 3726-XII بتاريخ 13 أبريل 1995.

## الوصف
نيشان فرانسيس سكورينا عبارة عن نجمة ذات أربعة رؤوس تتوسطها دائرة، محاطة بشكل بيضاوي مقاس 43 مم رأسياً و 39 مم أفقيًا. يوجد في وسط الدائرة صورة لفرانسيس سكارينا، وفي الجزء السفلي يوجد ورقة نبتة الغار. الشكل البيضاوي محاط بثلاث أشرطة من المينا باللون الأزرق والأبيض عليها نقش «فرانسيسك جورجي سكارينا». الجانب الخلفي للنيشان له سطح أملس، محقور في المركز رقم النيشان التسلسلي. بواسطة ثقب وحلقة، يتم توصيل النيشان بكتلة سداسية الشكل، يوجد في جزئها السفلي علامة «الخاتم». النيشان موصول بشريط متموج ذو لون أرجواني داكن. النيشان مصنوع من الفضة ومطعم بالذهب.

## شروط المنح
يُمنح النيشان للمواطنين:
- لتحقيقهم نجاحات كبيرة في مجال إحياء الدولة القومية، والدراسات المتميزة لتاريخ بيلاروسيا، والإنجازات في مجال اللغة الوطنية، والأدب، والفن، والنشر، والأنشطة الثقافية والتعليمية، وكذلك تعزيز التراث الثقافي للشعب البيلاروسي؛
- لتحقيقهم إسهامات خاصة في الأنشطة الإنسانية والخيرية وحماية كرامة الإنسان وحقوق المواطنين والرحمة وغيرها من الأعمال النبيلة.[5][6]

اعتبارًا من 1 يناير 2017، حصل أكثر من 200 شخص على النيشان. المتلقي الأول هو ميخائيل سافيتسكي. حصل العديد من المواطنين الأجانب أيضًا على هذا النيشان (من اليابان وبريطانيا العظمى وألمانيا والنمسا)، وذلك أساسًا لما قدموه من مساعدة في التغلب على عواقب كارثة تشيرنوبيل. ومن هؤلاء هايو إيكل، وكريستوف راينرز، وإدموند لينفيلدر (ألمانيا)، وأكيرا سوغينوفا، ومينورو كاماتا، وريوتشي هيروكاوا، وشونيشي ياماشيتا (اليابان)، وويليام جوزيف غرانت، الرئيس والمدير التنفيذي للمنظمة الخيرية الأيرلندية 'في عون تشيرنوبل من إيرلندا' (Aid to Chernobyl for Ireland)، وآخرون. ومن بين المواطنين الروس الذين حصلوا على هذا الأمر ممثلو المسرح الروسي الحديث (ناديجدا بابكينا، ونيكولاي باسكوف، ونيكولاي جناتيوك، وفيليب كيركوروف، وفيكتور دروبيش، ويوري أنتونوف)، بالإضافة إلى كبار المسؤولين الروس (بوريس يلتسين، وجينادي سيليزنيف، ويوري لوجكوف، وفياتشيسلاف تروبنيكوف، وفالنتينا ماتفينكو).
في 22 سبتمبر 2021، مُنح نيشان فرانسيسك سكارينا لقلعة بريست.

## ارتداء النيشان
يُلبس وسام فرانسيسك سكارينا على الجانب الأيسر من الصدر، وإذا كانت هناك نياشين أخرى، فإنه يوضع بعد وسام الشرف.
أقيم حفل توزيع الجوائز الأول في عام 1997. اعتبارًا من 1 يناير 2007، بلغ عدد الحاصلين على الجوائز 101 شخصًا.

⠀

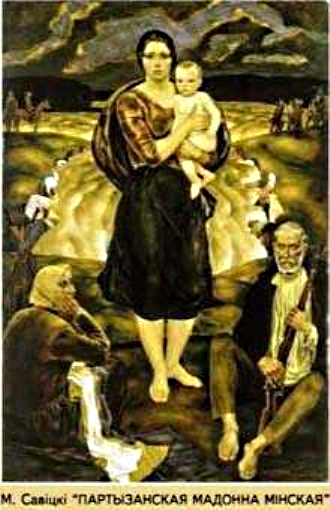
طابع بريدي من إبداع ميخائيل سافيتسكي، أول من حصل على نيشان فرانسيس سكورينا وذلك لإسهاماته الشخصية الكبيرة في تطوير الفنون الجميلة والأنشطة الاجتماعية
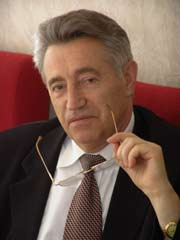
ألكسندر بافلوفيتش فويتوفيتش - حصل على نيشان فرانسيس سكورينا لمساهماته الشخصية في تطوير العلوم، وتدريب العاملين العلميين والأنشطة الاجتماعية
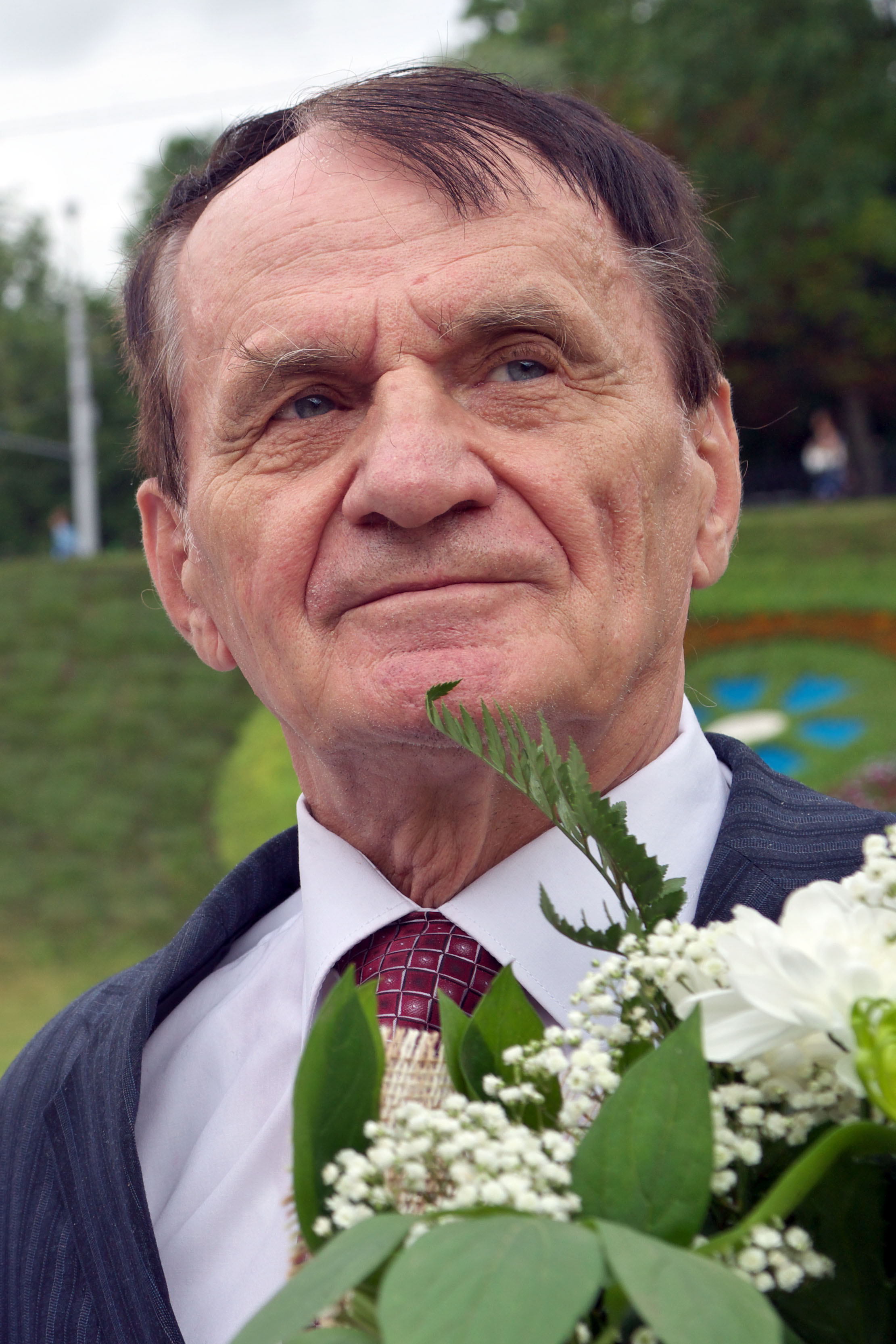
إيغور ميخائيلوفيتش لوشينوك - حصل على نيشان فرانسيس سكورينا لمساهماته الرائعة في تطوير الفن الموسيقي البيلاروسي
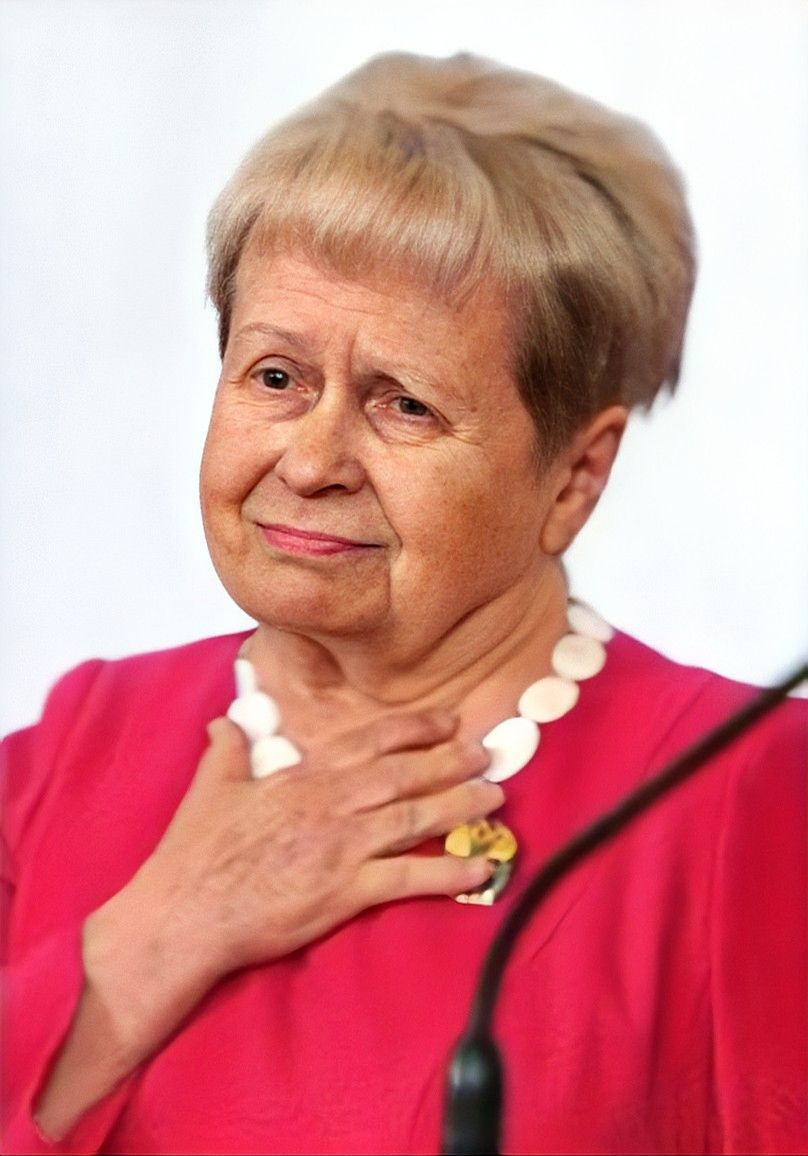
ألكسندرا نيكولايفنا باخموتوفا - حصلت على نيشان فرانسيس سكورينا لمساهماتها في تطوير وتعزيز العلاقات الثقافية البيلاروسية الروسية
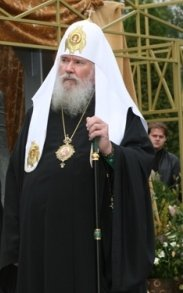
أليكسي الثاني (أليكسي ميخائيلوفيتش ريديجر) - حصل على نيشان فرانسيس سكورينا لمساهماته في تنمية وتعزيز العلاقات الودية بين الشعوب

⠀
من عام 2007 إلى عام 2016 مُنحت 107 نياشين، واعتبارًا من 1 يناير 2017، بلغ مجموع الحاصلين على النيشان 208.

⠀

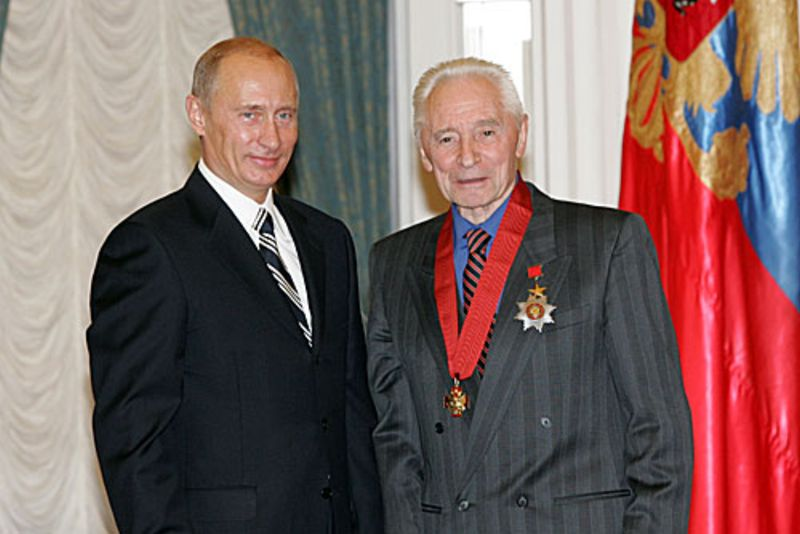
يوري نيكولايفيتش غريغوروفيتش - حصل على نيشان فرانسيس سكورينا لمساهماته في تطوير الثقافة بروسيا
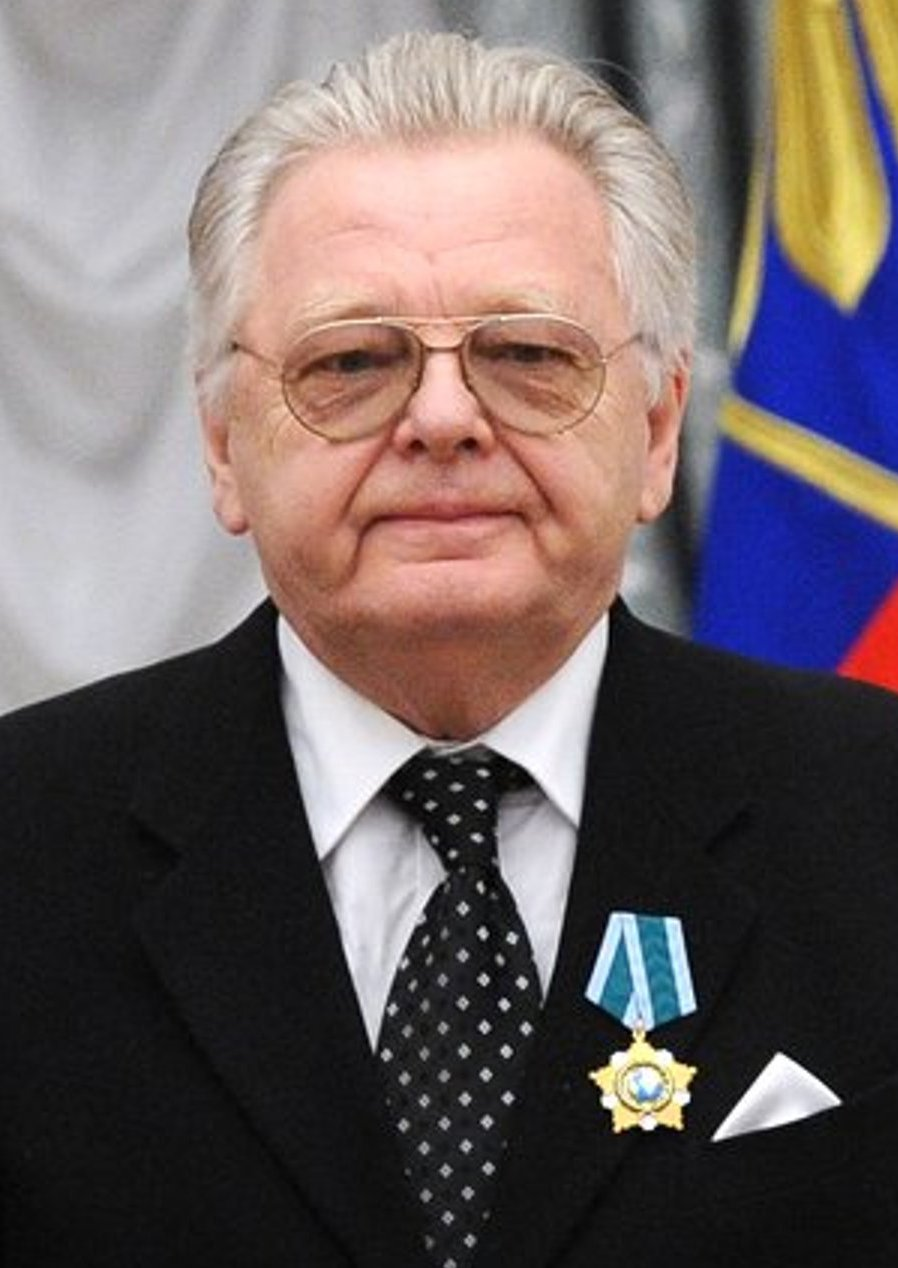
يوري ميخائيلوفيتش أنتونوف - حصل على نيشان فرانسيس سكورينا لتقويته الروابط الثقافية بين جمهورية بيلاروسيا والاتحاد الروسي
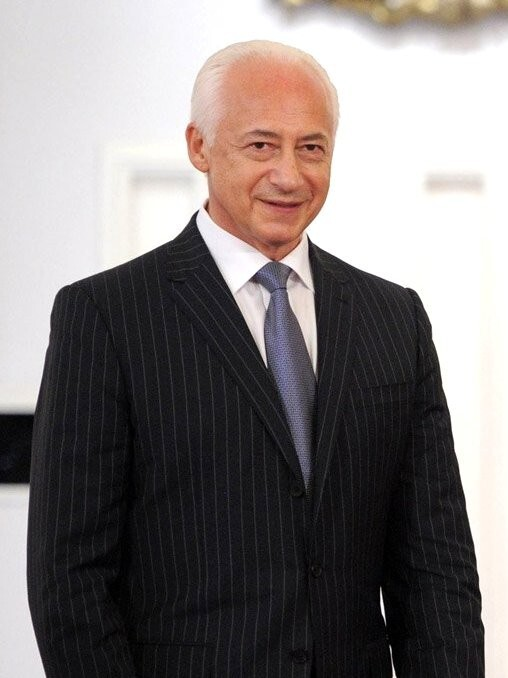
فلاديمير تيودوروفيتش سبيفاكوف - حصل على نيشان فرانسيس سكورينا لمساهماته الشخصية الكبيرة في تطوير الفن الكلاسيكي وتعميمه، وإنجازاته العظيمة في تعزيز الروابط الثقافية بين الاتحاد الروسي وجمهورية بيلاروسيا
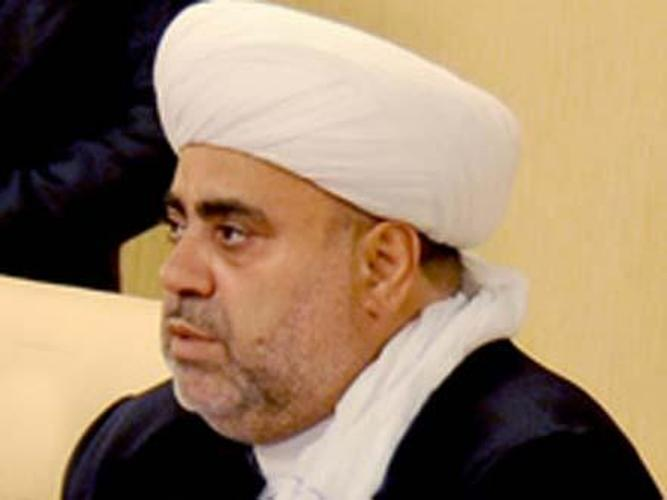
شكر الله جوميت أوغلو باشازاد - حصل على نيشان فرانسيس سكورينا لمساهماته الشخصية في تطوير الحوار البيلاروسي الأذربيجاني بين الدول، وتعزيز الانسجام بين الأديان

⠀
اعتبارًا من 25 أكتوبر 2021، بلغ عدد الجوائز 241.

في 22 سبتمبر 2021 منح نيشان فرانسيس سكورينا لقلعة بريست، لتصبح بذلك أول كيان غير عاقل يحصل على النيشان.

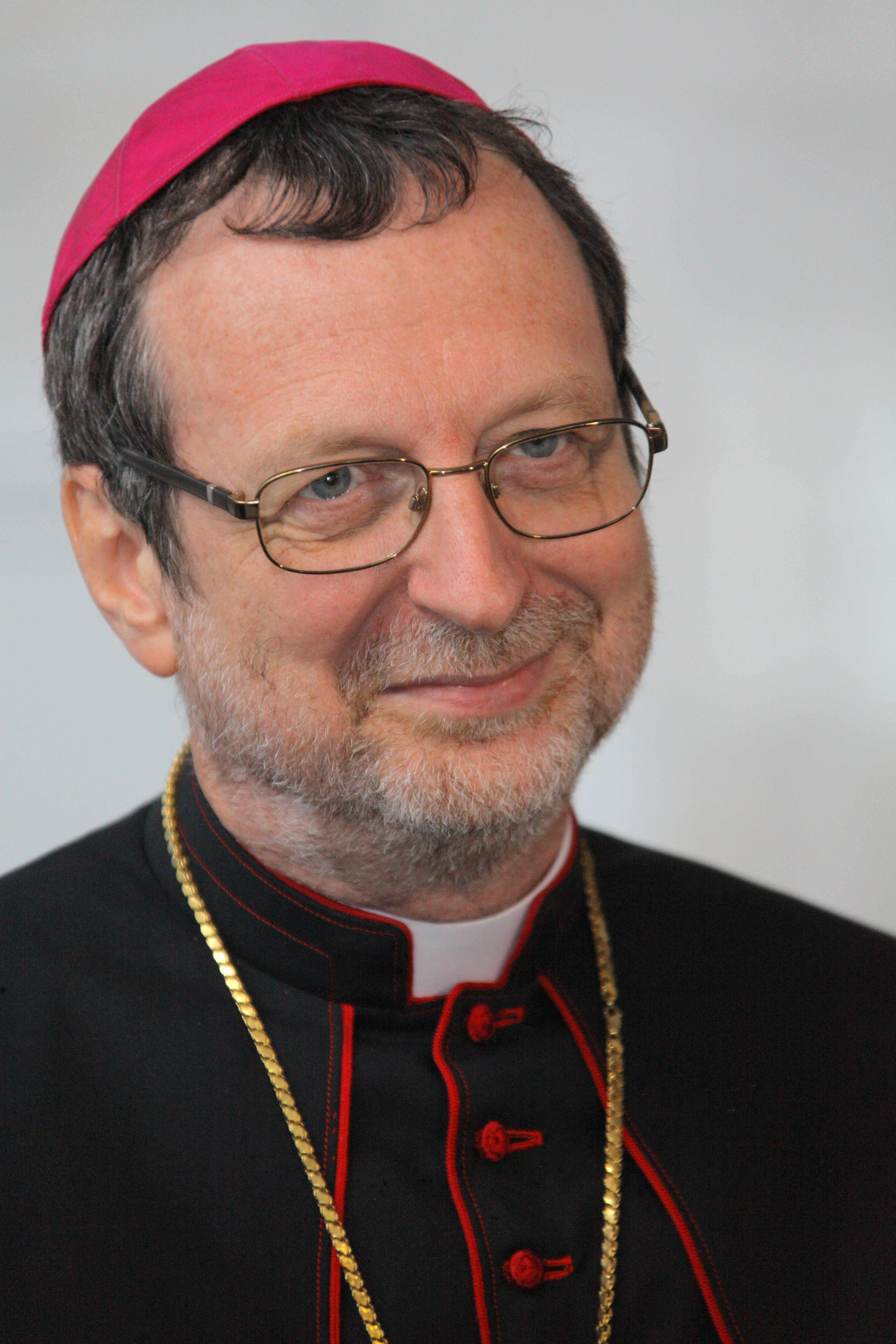
كلاوديو جوجيروتي - حصل على نيشان فرانسيس سكورينا لمساهماته الشخصية في تطوير التعاون الثقافي بين جمهورية بيلاروسيا والفاتيكان
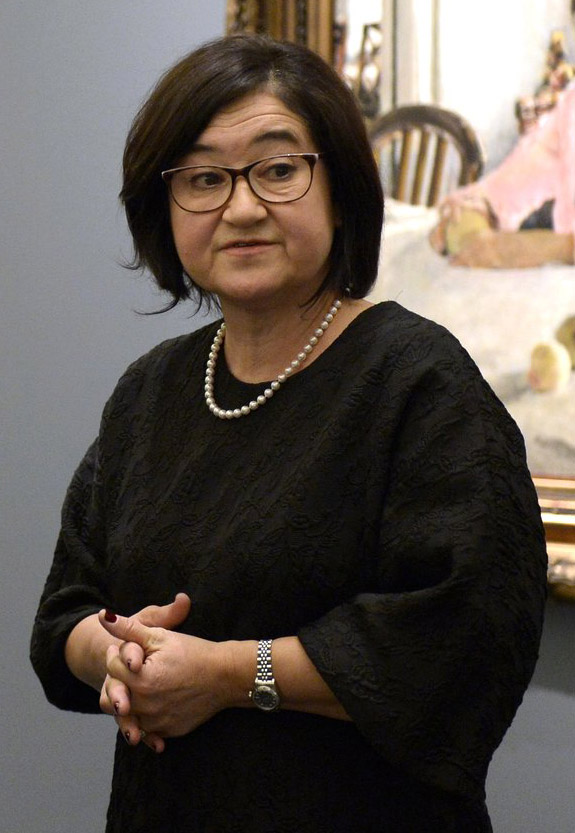
زلفيرا إسماعيلوفنا تريغولوفا - حصلت على نيشان فرانسيس سكورينا لإسهاماتها الخاصة في الأنشطة الثقافية والتعليمية وفي تعزيز وتطوير العلاقات الثقافية البيلاروسية الروسية
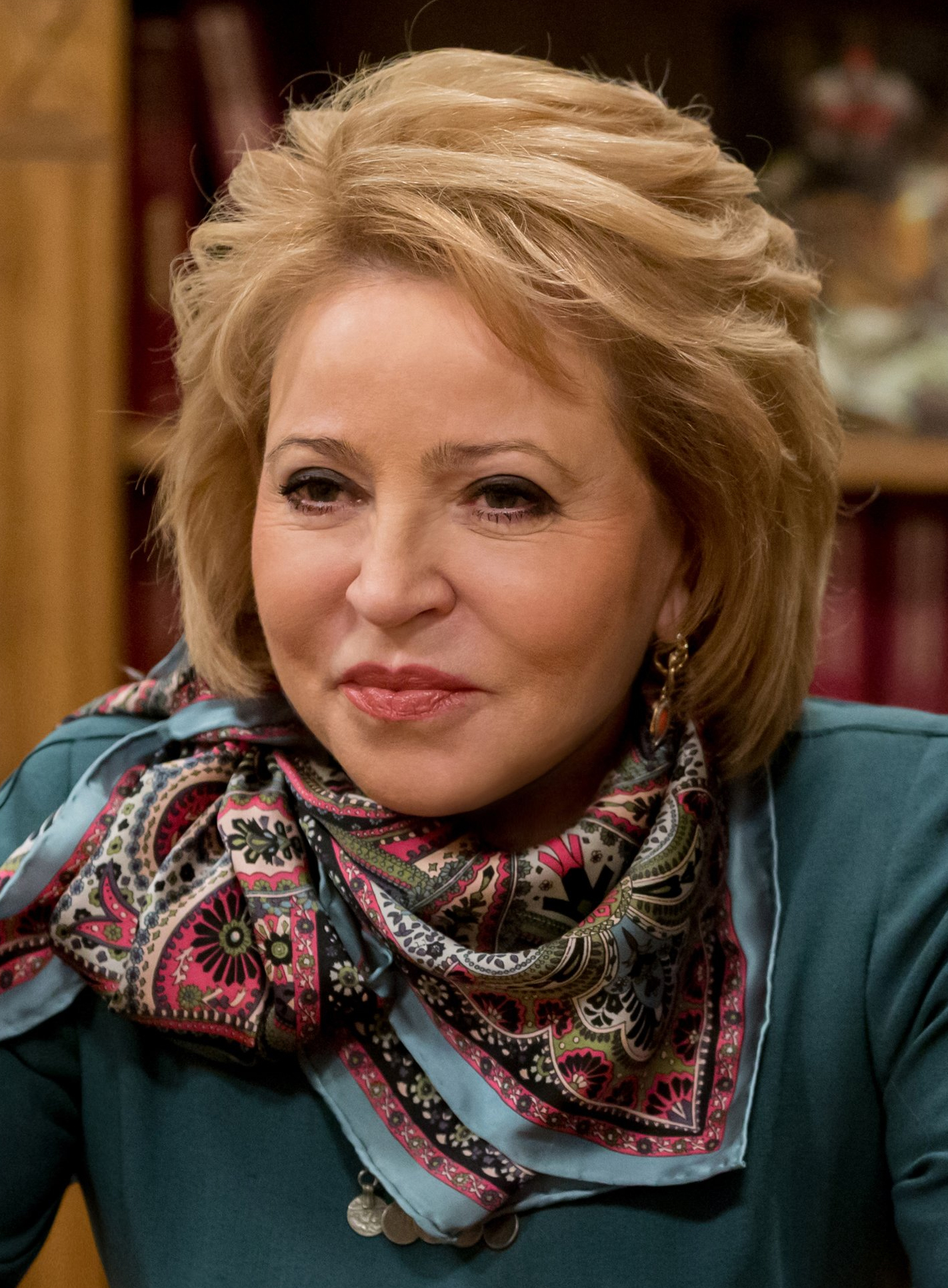
فالنتينا إيفانوفنا ماتفينكو - حصلت على نيشان فرانسيس سكورينا لإسهاماتها الشخصية في تعزيز العلاقات الودية وتطوير التعاون بين جمهورية بيلاروسيا والاتحاد الروسي
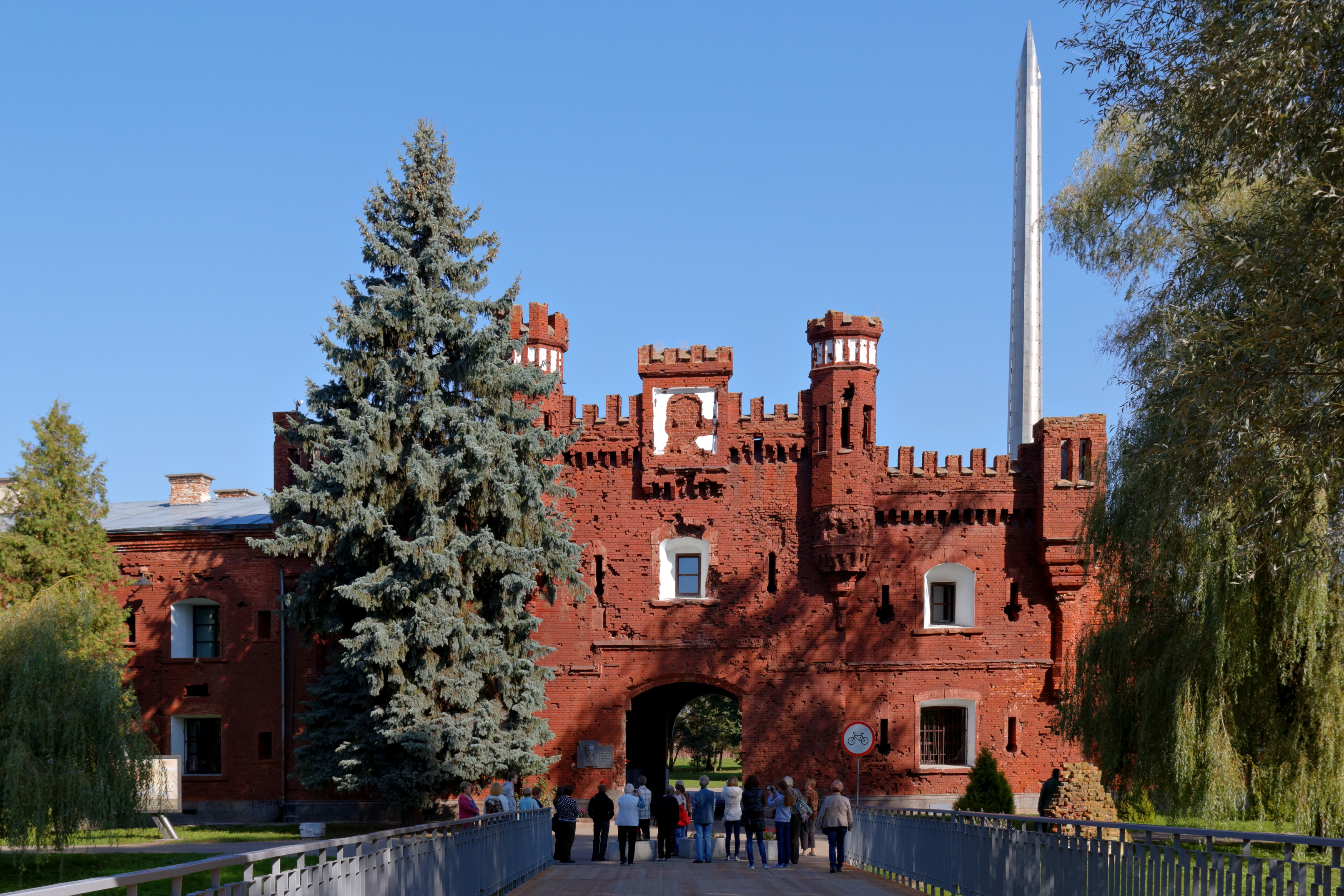
قلعة بريست - لإنجازاتها الكبيرة في الحفاظ على التراث التاريخي، وتخليد ذكرى المشاركين في الحرب الوطنية العظمى، والتعليم الوطني للأطفال والشباب،

⠀

## معلومة إضافية
على الرغم من أن النيشان يحتوي على نقش "Francysk Georgiy Skaryna"، إلا أنه قد ثبت في الوقت الحالي أن الطابعة الأولى لم تحمل اسم Georgiy.